# アジア太平洋カップ福岡国際男子バレーボール大会
アジア太平洋カップ福岡国際男子バレーボール大会（アジアたいへいようカップふくおかこくさいだんしバレーボールたいかい）は、毎年6月下旬頃に福岡市民体育館で3日間開催されていた男子バレーボールの国際大会である。

## 概略
- 主催は日本バレーボール協会・福岡市・西日本新聞社・テレビ西日本。
- 1989年に開かれた「アジア太平洋博覧会（よかトピア）」を機に、アジア・太平洋各国との親善を目的に創設された。
- アジア太平洋地域の各国に開催国日本を加えた4ヶ国で総当たり戦を行う。かつては5チーム参加であったり、直方市体育館でも開催していた。
- アジア太平洋地域のユース世代強化も大会での重点項目となっているため、日本はユニバーシアード代表チームを派遣しており、他国もそれに準ずるチームが多い。
- 大会の模様は主催局のテレビ西日本がローカル限定ながら実況収録し放送。

## 歴代開催記録
| 回 | 年度 | 優勝           | 準優勝 | 3位  | 4位  | 5位 | 備考                               |
| -- | ---- | -------------- | ------ | ---- | ---- | --- | ---------------------------------- |
| 19 | 2007 | オーストラリア | 日本   | タイ | 中国 | -   |                                    |
| 20 | 2008 | タイ           | 中国   | 日本 | 韓国 | -   | この回より福岡市民体育館単独開催に |
| 21 | 2009 | 日本           | 韓国   | タイ | 中国 | -   |                                    |
| 22 | 2010 | 日本           | 韓国   | タイ | 中国 | -   |                                    |
| 23 | 2011 | 日本           | 韓国   | タイ | 中国 | -   |                                    |
| 24 | 2012 |                |        |      |      | -   |                                    |